# Brug 826
Brug 826 is een bouwkundig kunstwerk in Amsterdam-Zuid.
Deze betonnen voetbrug is gelegen in Enzerinck, een voetpad dat het Gijsbrecht van Aemstelpark van oost naar west doorsnijdt. Brug 826 landt op het westen van het Ontmoetingseiland in dat park. De brug is rond 1961 ontworpen door architect Dirk Sterenberg, op dat moment werkend bij en voor de bruggendienst van de Dienst der Publieke Werken. Hij kreeg de eer ontwerpen te maken voor alle toe- en uitgangen van genoemd park en kon hiermee een forse bijdrage leveren in zijn eindtotaal van 173 bruggen (gegevens 2008) voor Amsterdam.
Rondom genoemd Ontmoetingseiland werden vier bruggen verlangd welke alle hetzelfde stramien meekregen. Een V-vormige overspanning met daarop groen geschilderde leuningen met een witte balustrade. Overigens was Sterenberg deels verantwoordelijk voor het ontwerp van het Ontmoetingseiland.

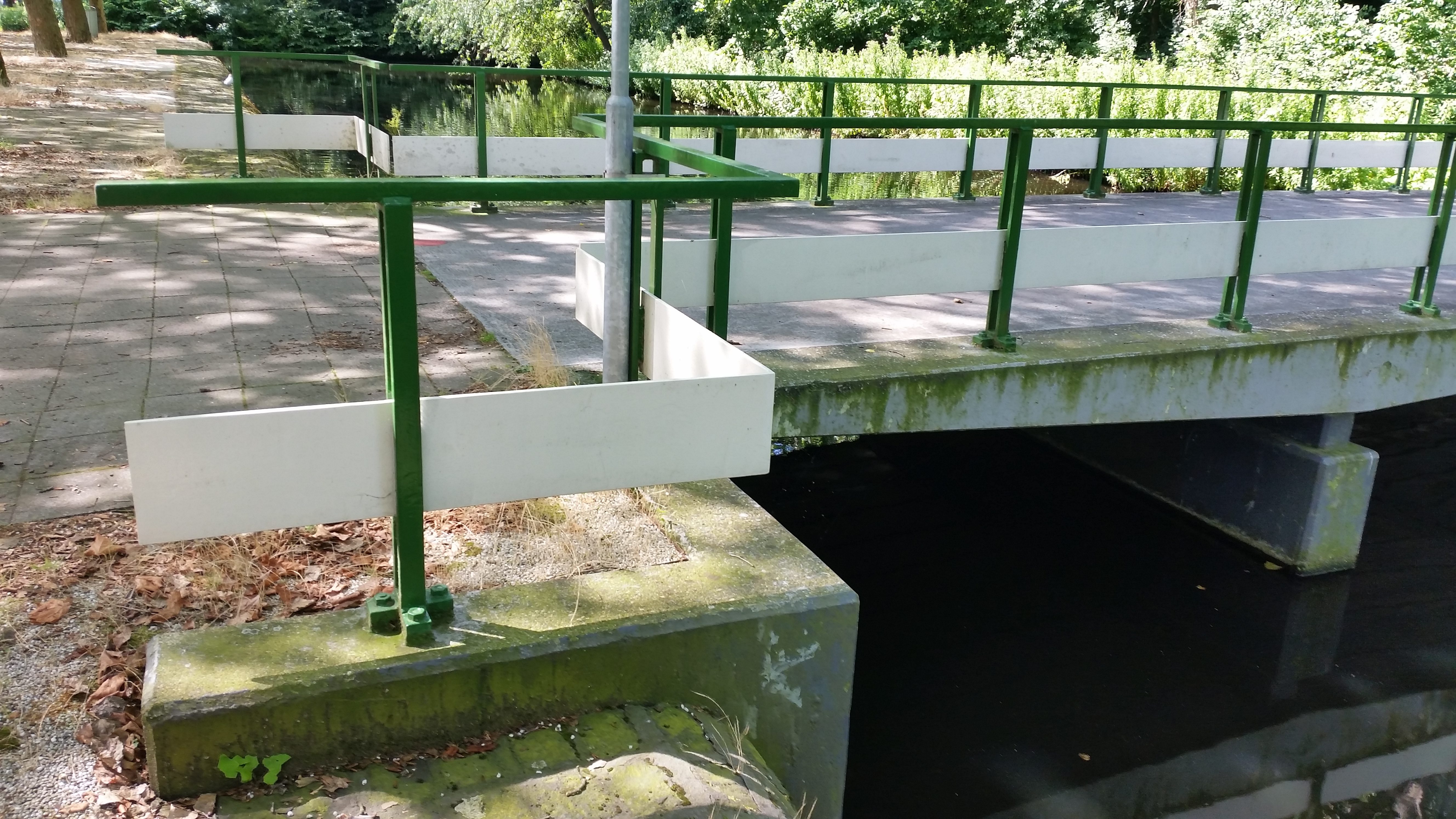
Leuning en balustrade (juli 2019)

<<< · 801 · 802 · 803 · 804 · 805 · 808 · 811 · 812 · 813 · 814 · 815 · 816 · 817 · 818 · 819 · 820 · 821 · 822 · 823 · 824 · 825 · 826 · 827 · 828 · 829 · 830 · 831 · 832 · 833 · 834 · 835 · 836 · 837 · 838 · 839 · 840 · 841 · 842 · 844 · 845 · 846 · 848 · 849 · 850 ·  854 · 856 · 857 · 858 · 859 · 860 · 863 · 864 · 865 · 866 · 867 · 868 · 869 · 870 · 871 · 872 · 873 · 875 · 876 · 877 · 889 · 890 · 891 · 892 · 893 · 895 · 896 · 897 · 898 · 899 · >>>
Brugnummers 800, 806, 807, 809, 810, 843 (gesloopt, Uilenstede, Amstelveen), 847 (Uilenstede, Amstelveen) , 851 (gesloopt, Dirk Sterenberg), 852 (gesloopt, Dirk Sterenberg), 853 (gesloopt, Dirk Sterenberg), 855, 861, 862, 874, 878, 879, 880, 881, 882, 883, 884, 885, 886, 887, 888, 894 zijn niet (meer) vergeven.